# 邓存伦
邓存伦（1914年2月—1991年3月16日），江西省赣州市兴国县长冈乡仁田村人。中国人民解放军将领、政治人物。

## 生平
早年跟随三叔邓道培参加兴国暴动，后加入中国工农红军第二十军，后任红三军团第五师十五团二连政治指导员，红三军团卫生部政治指导员，参加历次反围剿战役和长征。抗日战争期间，担任八路军115师344旅687团政治处主任、冀鲁豫军区政治部组织部部长、第七军分区政治委员、第一军分区政委兼地委书记。
第二次国共内战，任晋冀鲁豫军区一纵队一旅政委，第十纵队第三十旅政委兼桐柏军区第二军分区政委兼桐柏区第二地委书记，第二野战军后勤部政治部主任。
中华人民共和国成立后，1950年转地方工作，任川南盐务管理局（1949年12月中国人民解放军自贡市军事管制委员会接管川康盐务管理局，1950年4月更名）局长兼川南盐务学校校长、政务院财政部盐务总局西南区盐务局局长、西南军政委员会机械工业局局长，第一机械工业部船舶工业管理局局长。1963年任国家经济委员会委员、党组成员兼国家物资管理总局副局长。1964年，任国家物资管理部副部长。1971年5月，任中共内蒙古自治区党委书记（当时设第一书记），铁道部副部长（1975年1月至1982年4月），铁道部顾问。在铁道部期间曾提出构建京九铁路，并主持京秦铁路的建设。1991年3月16日，在北京逝世，享年77岁。